# El Ahuacatito
El Ahuacatito är en ort i Mexiko.   Den ligger i kommunen Teloloapan och delstaten Guerrero, i den södra delen av landet, 130 km söder om huvudstaden Mexico City. El Ahuacatito ligger 777 meter över havet och antalet invånare är 147.
Terrängen runt El Ahuacatito är kuperad österut, men västerut är den bergig. Runt El Ahuacatito är det ganska tätbefolkat, med 86 invånare per kvadratkilometer. Närmaste större samhälle är Iguala de la Independencia, 12,5 km öster om El Ahuacatito. I omgivningarna runt El Ahuacatito växer huvudsakligen savannskog.